# Франко Рол
Франко Рол (на италиански: Franco Rol) е бивш пилот от Формула 1. Роден на 5 юни 1908 г. в Торино, Италия.

## Формула 1
Франко Рол прави своя дебют във Формула 1 в Голямата награда на Монако през 1950 г. В световния шампионат записва 8 състезания като не успява да спечели точки, състезава се за Мазерати и ОСКА.